# Gizem Akgöz
Gizem Akgöz (* 5. Januar 2001 in Balıkesir) ist eine türkische Leichtathletin, die im Weit- und Dreisprung an den Start geht.

## Sportliche Laufbahn
Erste internationale Erfahrungen sammelte Gizem Akgöz im Jahr 2015, als sie bei den Jugend-Balkan-Meisterschaften in Sremska Mitrovica mit 5,21 m den achten Platz im Weitsprung belegte. Zwei Jahre darauf gelangte sie bei den U18-Balkan-Meisterschaften in Istanbul mit 5,54 m auf Rang sechs im Weitsprung und wurde im Dreisprung mit 11,82 m Fünfte. Anschließend erreichte sie beim Europäischen Olympischen Jugendfestival (EYOF) in Győr mit 10,92 m Rang zwölf im Dreisprung und verpasste mit der türkischen 4-mal-100-Meter-Staffel mit 52,11 s den Finaleinzug. 2018 belegte sie bei den U20-Balkan-Hallenmeisterschaften in Sofia mit 5,55 m den achten Platz im Weitsprung und im Sommer gewann sie bei den U18-Balkan-Meisterschaften in Istanbul mit 5,89 m und 12,61 m jeweils die Bronzemedaille im Weit- und Dreisprung. Kurz darauf wurde sie bei den U20-Balkan-Meisterschaften ebendort mit 5,59 m Neunte im Weitsprung. Im Juli schied sie dann bei den U18-Europameisterschaften in Győr mit 12,21 m in der Dreisprungqualifikation aus. 2020 sicherte sie sich bei den U20-Balkan-Hallenmeisterschaften in Istanbul mit 13,01 m die Bronzemedaille im Dreisprung und im September siegte sie bei den U20-Balkan-Meisterschaften ebendort mit 12,97 m im Dreisprung und gewann mit 5,99 m die Silbermedaille im Weitsprung. Im Jahr darauf erreichte sie bei den Balkan-Meisterschaften in Smederevo mit 5,94 m Rang zehn im Weitsprung und kurz darauf verpasste sie bei den U23-Europameisterschaften in Tallinn mit 12,80 m den Finaleinzug im Dreisprung.
2022 belegte sie bei den Balkan-Hallenmeisterschaften in Istanbul mit 13,15 m den sechsten Platz im Dreisprung und gelangte im Weitsprung mit 5,64 m auf Rang zehn. Im Juni wurde sie bei den Balkan-Meisterschaften in Craiova mit 5,96 m und 13,08 m jeweils Neunte im Weit- und Dreisprung und anschließend belegte sie bei den Islamic Solidarity Games in Konya mit 6,28 m und 13,83 m jeweils den sechsten Platz. Daraufhin startete sie im Dreisprung bei den Europameisterschaften in München und schied dort mit 13,40 m in der Qualifikationsrunde aus. Im Jahr darauf belegte sie bei den U23-Europameisterschaften in Espoo mit 13,44 m den vierten Platz im Dreisprung und verpasste im Weitsprung mit 5,99 m den Finaleinzug. Zudem schied sie mit der türkischen 4-mal-100-Meter-Staffel mit 47,09 s im Vorlauf aus. Anschließend wurde sie bei den Balkan-Meisterschaften in Kraljevo mit 13,59 m Vierte im Dreisprung und schied dann bei den World University Games in Chengdu mit 12,52 m in der Qualifikationsrunde aus. 2024 gewann sie bei den Balkan-Hallenmeisterschaften in Istanbul mit 13,75 m die Silbermedaille hinter der Rumänin Elena Taloș. Ende Mai belegte sie bei den Freiluft-Balkan-Meisterschaften in Izmir mit 13,95 m den sechsten Platz. Kurz darauf verpasste sie bei den Europameisterschaften in Rom mit 13,47 m den Finaleinzug. Im Jahr darauf schied sie bei den World University Games in Bochum mit 5,71 m und 12,78 m auch jeweils in der Vorrunde aus.
2022 wurde Akgöz türkische Hallenmeisterin im Weitsprung und 2024 im Dreisprung.

## Persönliche Bestleistungen
- Weitsprung: 6,31 m, 12. Juni 2022 in Bursa
- Dreisprung: 14,11 m (+1,0 m/s), 29. Juni 2024 in Izmir